# Prise directe du réseau
Pour les articles homonymes, voir DOD.
La prise directe du réseau (en anglais, direct outward dialing [DOD] ou direct dial central office [DDCO]) permet la composition directe des numéros de téléphone par les postes téléphoniques d'un PABX couverts par le service sans l'assistance d'un opérateur.
Ce service est souvent combiné avec le service de sélection directe à l'arrivée qui permet d'atteindre directement un interlocuteur depuis l'extérieur (par exemple, depuis le réseau téléphonique commuté) sans passer par un opérateur.
Lorsque le service prise directe du réseau est combiné au service sélection directe à l'arrivée, lors d'un appel sortant, le numéro de téléphone de la ligne appelante est souvent défini sur le numéro SDA de l'appelant, mais le numéro de téléphone de la ligne appelante peut aussi être défini comme le numéro principal de l'organisation.